# Oscar Schönfelder
Oscar Schönfelder (* 5. Februar 2001 in Berlin) ist ein deutscher Fußballspieler. Er steht seit der Saison 2023/24 beim SSV Jahn Regensburg unter Vertrag.

## Karriere

### Vereine

#### Anfänge in Frankfurt und Mainz
Schönfelder begann seine Fußballkarriere in der Jugend von der TSG 51 Frankfurt, bevor er 2009 zu TuS Makkabi Frankfurt wechselte. Zusammen mit Tim Lemperle gewann er mit seinem Team zunächst die regionale und anschließend auch die nationale Qualifikation für den Danone Nations Cup 2013 und erreichte im Wembley-Stadion den 20. Platz für Deutschland. Im Alter von 12 Jahren erfolgte der Wechsel in die Jugendabteilung des Bundesligisten 1. FSV Mainz 05. Er durchlief von da an alle Jugendmannschaften des Vereins. Er spielte u. a. in den Spielzeiten 2016/17 und 2017/18 mit den B1-Junioren (U17) in der B-Junioren-Bundesliga sowie in den Spielzeiten 2017/18, 2018/19 und 2019/20 mit den A-Junioren (U19) in der A-Junioren-Bundesliga.

#### Werder Bremen
Nachdem der 19-Jährige die Junioren durchlaufen hatte, wechselte er zur Saison 2020/21 zu Werder Bremen und unterschrieb dort seinen ersten Profivertrag. Aufgrund einer Verletzung am Sprunggelenk verpasste er jedoch die gesamte Vorbereitung, die er unter dem Cheftrainer Florian Kohfeldt mit den Profis absolvieren sollte. Nachdem der Flügelspieler seine Verletzung auskuriert hatte, kam er zu 6 Einwechslungen für die zweite Mannschaft in der viertklassigen Regionalliga Nord, ehe die Liga aufgrund der COVID-19-Pandemie ab November 2020 ihren Spielbetrieb einstellen musste. Bei der Profimannschaft, die am Saisonende in die 2. Bundesliga abstieg, schaffte es Schönfelder in keinem Spiel in den Spieltagskader.
Auch unter dem neuen Cheftrainer Markus Anfang wurde Schönfelder für die ersten beiden Spiele der Saison 2021/22 nicht berücksichtigt. Anschließend debütierte er bei einer 0:2-Niederlage gegen den Drittligisten VfL Osnabrück in der ersten Runde des DFB-Pokals als Einwechselspieler für Werders Profimannschaft. In der Zweitligamannschaft konnte sich Schönfelder nicht durchsetzen, auch als Ole Werner die Mannschaft im November 2021 übernahm. Er steuerte zum direkten Wiederaufstieg in die Bundesliga 10 Einsätze als Einwechselspieler bei. Für die zweite Mannschaft kam Schönfelder 5-mal zum Einsatz und erzielte 4 Tore.

#### SSV Jahn Regensburg
Um Spielpraxis zu sammeln, wechselte der 21-Jährige für die Saison 2022/23 auf Leihbasis zum Zweitligisten SSV Jahn Regensburg.
Bereits nach wenigen Wochen beim neuen Verein erlitt Schönfelder einen Kreuzbandriss, der einen langen Ausfall bedeutete.
Obwohl er durch seine Verletzung die ganze Spielzeit über ohne Einsatz blieb, verpflichtete ihn Regensburg zur neuen Saison fest.
In der Saison 2023/2024 war er als Stammspieler maßgeblich am Aufstieg in die 2. Bundesliga beteiligt.

### Nationalmannschaft
Von September 2016 bis März 2017 absolvierte Schönfelder 6 Länderspiele für die deutsche U16-Nationalmannschaft. Im September 2017 folgten 3 Spiele für die U17. Von Dezember 2018 bis Mai 2019 spielte er 6-mal (ein Tor) für die U18-Auswahl. Von September bis November 2019 folgten 8 Spiele (ein Tor) für die U19.

## Erfolge
- Aufstieg in die Bundesliga: 2022
- Aufstieg in die 2. Bundesliga: 2024